# Вакен
Вакен (на немски: Wacken) е селище в провинция Шлезвиг-Холщайн, Германия.
За пръв път е споменато в документи през 1148 г., но вероятно на мястото е имало селище и преди това, за което свидетелстват намерени археологически находки от древногермански племена.
Разположен е на площ от 7,1 km2. Намира се на 1 час път от Хамбург. Населението му е 1822 души към 31 декември 2010 г.
В днешно време селището е известно с провеждащия се там фестивал във Вакен, който е най-големият метъл фестивал на открито в света.